# Múscul depressor del septe nasal
El múscul depressor del septe nasal, múscul depressor de l'envà nasal (musculus depressor septi nasi) o múscul mirtiforme, és un múscul de la cara. Es troba en la zona dels dors del nas i les celles, per sota del múscul frontal.
El múscul sorgeix de la fossa incisiva del maxil·lar; aquesta fibra muscular ascendeix fins a inserir-se en la fossa nasal i la part posterior de la part alar del múscul nasal. Aquesta es troba entre les mucoses i les estructures musculars dels llavis.
El depressor del septe nasal és l'antagonista directe d'altres músculs nasals, dibuixant l'ala descendent del nas i, a causa d'això, permet la constricció de les fosses nasals. Permet la depressió de l'envà nasal cartilaginós.

## Imatges

Posició del múscul depressor del septe nasal (en vermell).